# Dôme de lave
Pour les articles homonymes, voir Dôme.

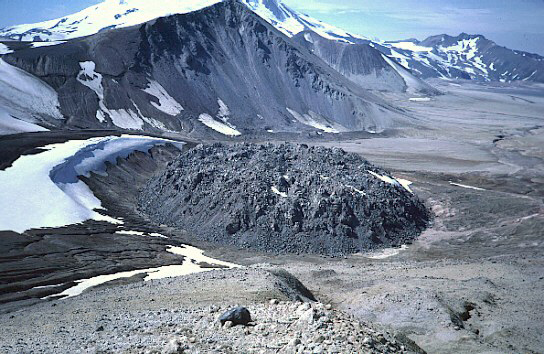
Vue du dôme de lave du Novarupta en Alaska.

Un dôme de lave est une structure volcanique composée d'une masse de lave dont la viscosité élevée l'empêche de s'écouler sur les flancs d'un volcan, obstruant ainsi le point de sortie de la lave.

## Caractéristiques

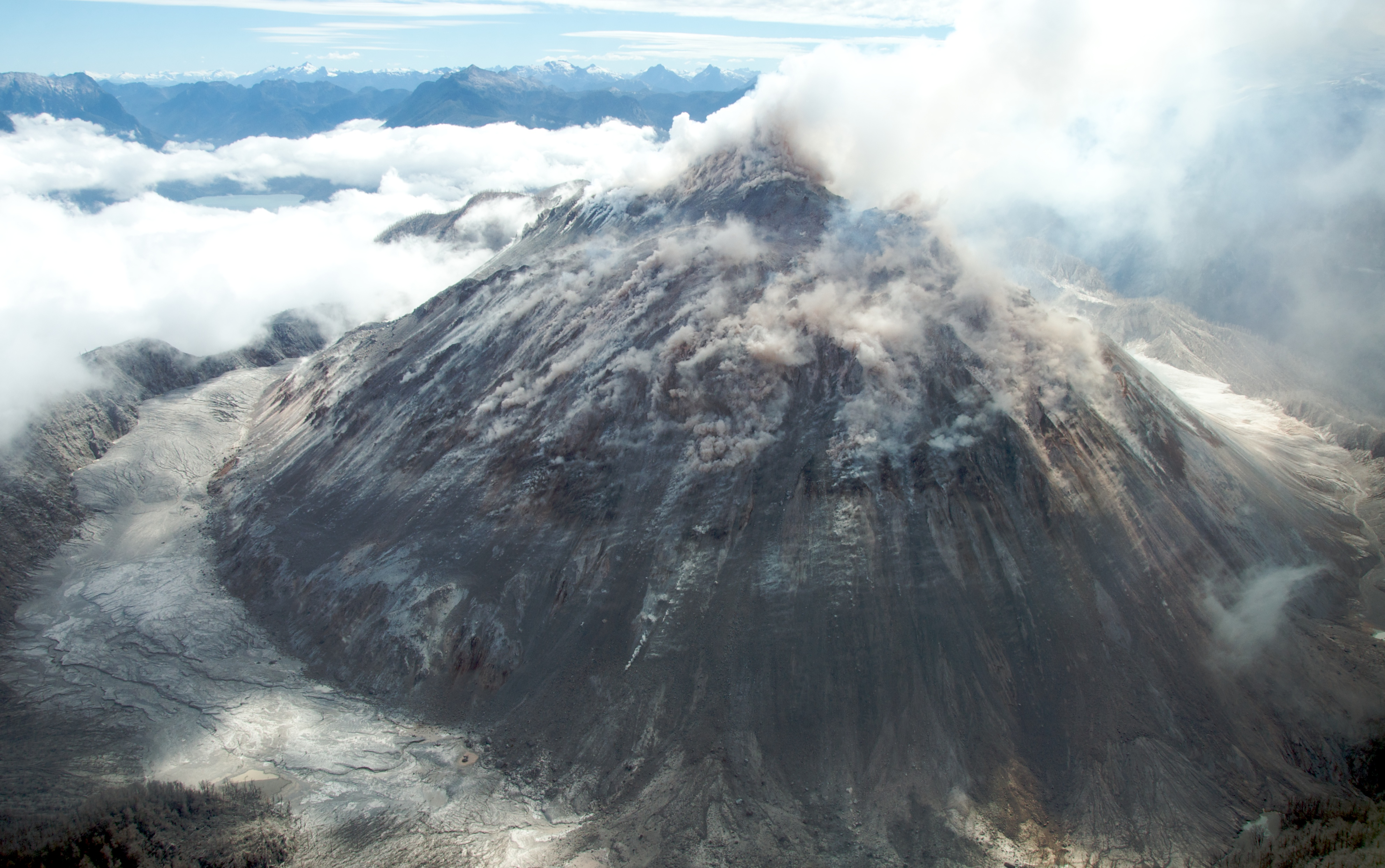
Vue du Chaitén en éruption en 2009 avec son dôme de lave rhyolitique.

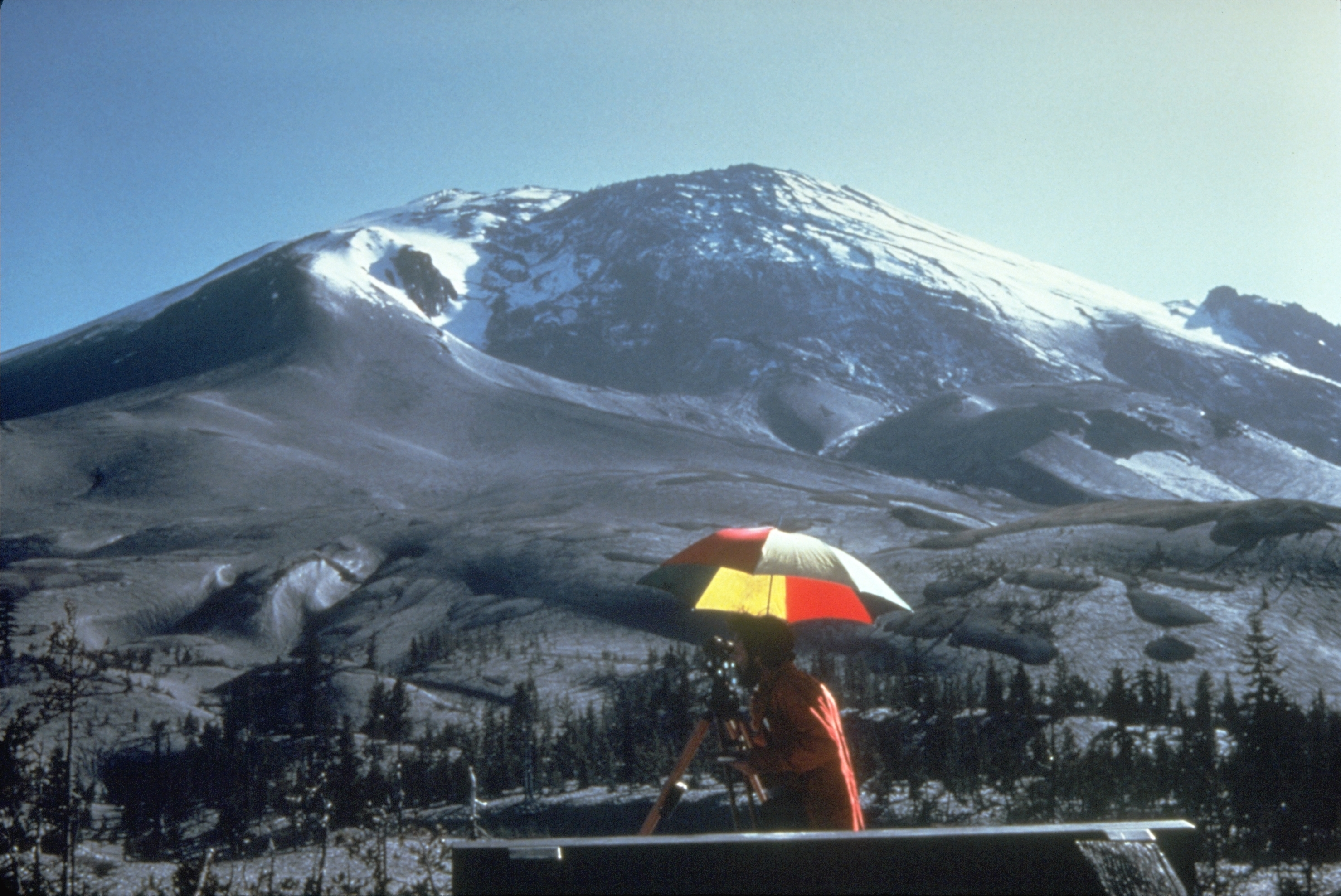
Vue du mont Saint Helens en 1980 avant son éruption dont les flancs sont déformés par un crypto-dôme.

Un dôme de lave se forme lorsque de la lave riche en silice de nature basaltique à rhyolitique et émise par un volcan ne parvient pas à s'écouler ou de manière insuffisante,. Elle s'accumule alors au sommet de la cheminée volcanique et forme une masse pouvant prendre différentes formes mais ressemblant généralement à un dôme, d'où son nom, mesurant de quelques mètres à plusieurs centaines de mètres de hauteur,. Les dômes de lave peuvent se former au sommet d'un volcan, sur son flanc ou bien de manière isolée ; ils peuvent constituer une partie ou la totalité d'un volcan,. Cet amas de lave ne suffisant pas à faire baisser la pression dans la chambre magmatique, il peut exploser lorsque la pression devient trop forte,. Il s'ensuit une éruption explosive pouvant produire un panache volcanique et des nuées ardentes,.
Suivant la topographie du lieu de sortie de la lave et sa composition, le dôme peut adopter une forme et une dynamique particulière :
- si la lave est extrêmement visqueuse, elle peut se solidifier dans la chambre magmatique qui va se comporter comme la chambre d'un piston expulsant son contenu ; il en résulte une masse de lave solide[2] ;
- si la lave est un peu moins visqueuse, elle va former un dôme composé d'aiguilles de lave qui s'écroulent et dont les débris s'accumulent à leurs pieds en formant un dôme peléen[2] ;
- si le terrain est relativement plat, horizontal et la lave plutôt fluide, le dôme de lave va s'écouler suffisamment pour former un dôme aux flancs abrupts et au sommet aplati[2] ;
- si le terrain est en pente et la lave plutôt fluide, le dôme de lave va s'écouler selon une direction pour former un dôme-coulée[2] ;
- si la lave ne parvient pas à atteindre la surface, elle peut s'accumuler à l'intérieur du volcan en formant un crypto-dôme[2].